# Storia di Esino Lario
La storia di Esino Lario è documentata dal V secolo a.C. da consistenti ritrovamenti archeologici. Il territorio però – caratterizzato dalla sua natura carsica – offre una peculiare testimonianza dell'orogenesi alpina.

## Il territorio

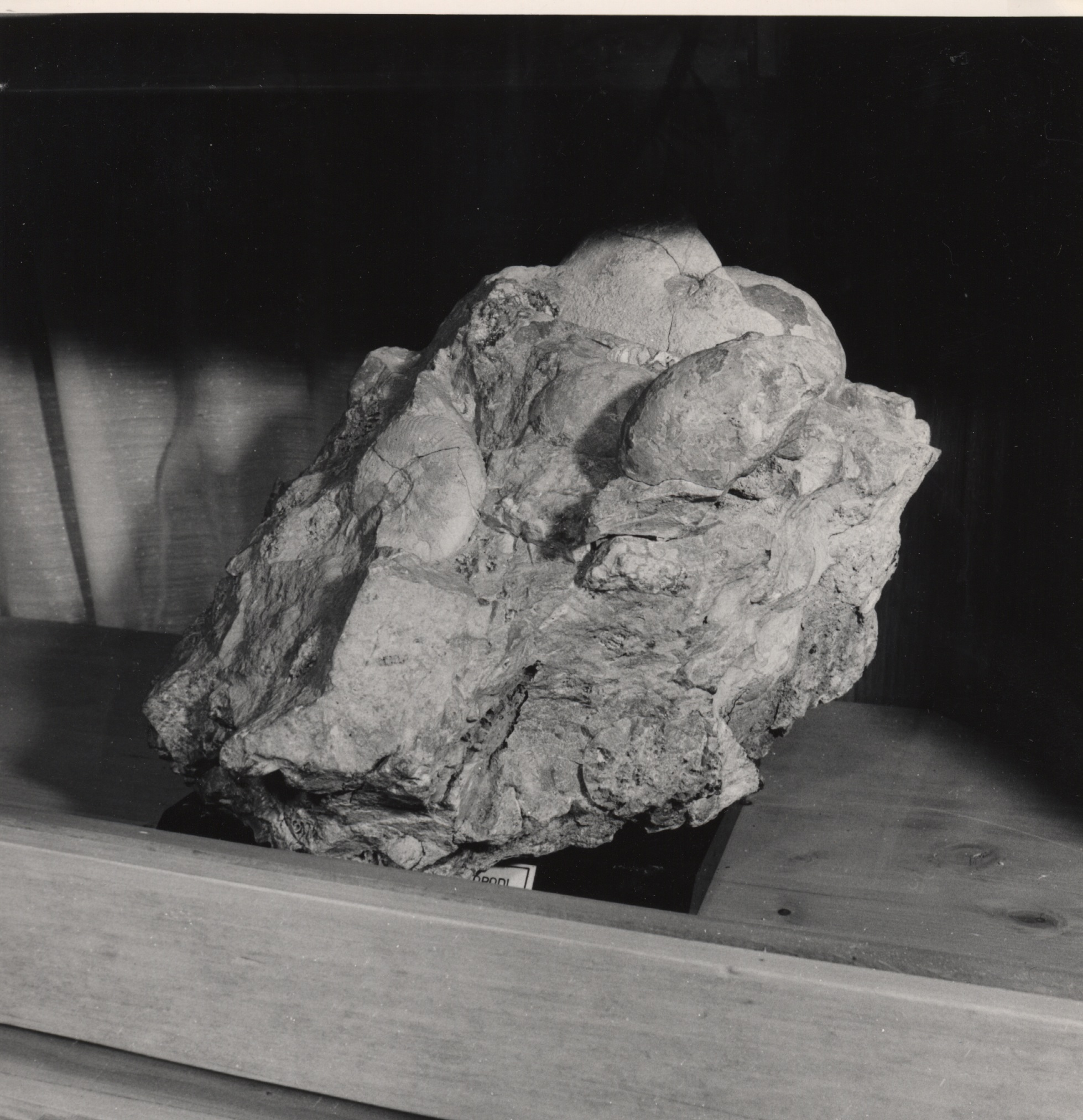
Fossili conservati al Museo delle Grigne

L'ultima glaciazione dell'era Quaternaria detta di Würm e iniziata 70.000 anni fa investe tutto il territorio lariano e ne modifica profondamente l'aspetto limando i fianchi delle montagne, costruendo fertili terrazzi morenici, lasciando ovunque il segno del suo passaggio con i massi erratici. Il territorio di Esino Lario testimonia l'orogenesi alpina in modo eccezionale con la presenza di fossili, massi erratici e grotte e per questa sua eccezionalità è stato oggetto di studi specifici e approfonditi già a partire dalla seconda metà dell'Ottocento.

### La presenza dell'uomo, i Celti e i Romani
La presenza dell'uomo nel territorio è documentata fin dal periodo eneolitico. A Esino i ritrovamenti archeologici sono particolarmente consistenti a partire dal V secolo a.C. e mostrano che il territorio era un punto di passaggio di una delle principali vie di comunicazione: quella che seguendo la riva orientale del lago, raggiunge Colico e le valli dell'Adda e dell'Imera; a causa delle strapiombanti rocce fra Mandello e Bellano, da Lierna la strada saliva a Ortanella (attualmente frazione di Esino) per scendere poi a Vezio e a Bellano.
Tale è la ragione della remota importanza di Esino. Col tempo numerosissime strade minori intersecano, per ragioni economiche, il territorio.
I ritrovamenti archeologici testimoniano di numerose tombe e necropoli celtiche a Esino Lario. Il territorio rappresentava un punto strategico con distaccamenti di guerrieri-pastori.
Solamente sotto Augusto vennero sottomessi all'Impero Romano i popoli interni delle Alpi. Per difendersi dalle scorrerie dei barbari, i romani apprestarono linee protettive di capisaldi che comunicavano tra loro con fuochi notturni e con fumate diurne. Il castello di Esino – di cui oggi resta una torre – era uno dei punti fortificati inserito in una catena difensiva. Altri reperti archeologici con tombe di inumati documentano il periodo. Si ritiene che in quei tempi sia sorta la primitiva chiesetta castrense di S. Vittore Martire.

### I Longobardi
Caduto l'impero, dopo le dominazioni degli Eruli di Odoacre e dei Goti di Teodorico, i Bizantini conquistarono l'Italia con una guerra lunga e disastrosa. Subito dopo i Longobardi calarono dai passi del Friuli e nel 569 conquistarono Milano.
Un contingente Bizantino, al comando del magister militum Francione, si arroccò sul Lario, nella speranza di una riscossa contro i Longobardi. Per 20 anni resistette, evitando ai territori del Lario le grandi rappresaglie seguite alla morte del re Alboino e accogliendo ricchi profughi romani. Alla fine Francione dovette riparare nell'isola Comacina e, dopo sei mesi di assedio, arrendersi. Conquistato il territorio, il re longobardo Autari vi pose molti centri militari di Arimanni per guardare i confini verso i Franchi di Austrasia. L'azione congiunta di questi e dei Bizantini, obbligò Autari a riparare a Pavia, dove morì. La consorte, Teodolinda, sposò allora Agilulfo che ricacciò i nemici e sottomise i duchi traditori. La regina Teodolinda cerca di condurre il suo popolo, ariano, al cattolicesimo e fa costruire chiese dedicate a santi anti-ariani nei centri allemannici. Molte ne sorgono nel territorio del Lario, tra le quali probabilmente anche San Pietro di Ortanella.. 
I Longobardi lasciarono che le popolazioni locali continuassero a lavorare la terra direttamente, pretendendo, quale tributo, la terza parte dei prodotti che venivano incamerati nelle "sale". Ai margini dei due abitati di Esino il nome ancora vivo di "sal" indica i punti di raccolta, così come "gagg" indica il bosco che dava legname agli Allemanni.

### Il Comitato di Lecco
I Carolingi, seguiti nel dominio ai Longobardi, non mutarono l'ordinamento di questi, sostituendo solo i duchi sconfitti con conti franchi. Il feudalesimo raggiunse le sue forme più caratteristiche: semi deserte le città, insicure le strade, i castelli con le loro "corti" divennero i punti di dominio. Mentre ad esse erano adibiti i servi della gleba, le antiche popolazioni dei villaggi continuano a vivere sul proprio territorio mantenendo i vasti beni comuni e versando la "tertia".
Nella seconda metà del nono secolo troviamo Lecco a capo di un comitato e quindi di una marca di confine. Si erano frattanto formate le Pievi Ecclesiastiche; e Esino appartenne a quella di Varenna.
Seguì il fosco periodo di lotta tra i re italici di origine franca. In quegli anni il territorio era predato dagli Ungheri e vengono infittite le torri di protezione anche nel Lario orientale. Alla fine gli Ungheri sono sgominati dall'imperatore Ottone il Grande, che, poi, adotta la politica di concedere ai vescovi i feudi, per eliminare l'ereditarietà, il che fu germe della lotta col Papa per le investiture.

### L'Arcivescovo Signore
Morto Ottone, ultimo conte di Lecco, senza eredi, il Comitato si trova sotto il dominio dell'Arcivescovo di Milano.
Il Presule, per meglio governare gli ormai immensi possessi, ne subinfeuda parecchi. Mentre il Castello di Lecco viene tenuto in amministrazione diretta, la Valsassina, Esino e Perledo vengono subinfeudati alla famiglia Della Torre, con sede in Primaluna.
Nel primo secolo di questo millennio, in Milano si manifestarono contro il clero simoniaco e concubino le azioni popolari della "patalia", con ripercussioni anche nelle terre della Valsassina.
Si andarono, frattanto, delineando i primi urti per la preminenza fra le varie città. Fra il 1117 e il 1127 vi fu una guerra decennale, per terra e per lago, fra Milano e Como che giunse ad investire anche la Valsassina. Il conflitto si concluse con la distruzione della città lariana.

### I Liberi Comuni
Verso la fine del XII secolo, con il rafforzarsi delle classi produttrici si sviluppano i liberi comuni. Si costituisce la Comunità Generale della Valsassina, a cui Esino appartiene. Essa detta i suoi statuti, derivandoli dalle antiche consuetudini
Ogni villaggio viene amministrato dalla propria Vicinanza, formata dai capi-famiglia: ad Esino vi appartengono sovente anche delle donne. Un rappresentante unico dei due Comuni, inferiore e superiore, fa poi parte del Consiglio della Comunità Generale che aveva sede in Introbio. Ivi, nel palazzo del pretorio, veniva amministrata la giustizia civile criminale, inizialmente dai Consoli, più tardi da un podestà.

### Guelfi e Ghibellini
Dopo la distruzione di Milano ad opera del Barbarossa, l'isola Comacina, a lei fedele, viene rasa al suolo dai comaschi: gli abitanti si rifugiano a Varenna e nella valle di Esino. Battuto l'Imperatore a Legnano, dopo non molti anni Federico II cerca la rivalsa e, a sua volta, sconfigge i milanesi nella battaglia di Cortenuova. Corse in loro aiuto Pagano della Torre, che li ripara nei propri possedimenti nelle montagne della Valsassina. Per riconoscenza, Pagano viene in seguito eletto Capitano del popolo di Milano e comincia così l'ascesa della sua famiglia, guelfa, che incontra la violenta opposizione dei Visconti ghibellini. La lotta di parte sconvolge per un secolo l'intero territorio e dà luogo a violente faide. I Della Torre, a cui il Lario orientale è alleato, vengono alla fine sopraffatti con il tradimento, e si instaura la Signoria Viscontea.

### La Signoria (La guerra contro Venezia)
Nella prima metà del Quattrocento la politica di espansione di Venezia conduce a urti armati con Milano e il territorio del Lario Orientale ne è largamente interessato. Anche quando, morto l'ultimo Visconti, il ducato passa agli Sforza, la lotta continua.
Mentre nella Valsassina, caduta per tradimento la Rocca di Baiedo, cade in mano veneziana, Esino e la Muggiasca si mantengono fedeli a Milano, respingendo, il 22 gennaio 1453, un poderoso assalto dei nemici che volevano raggiungere la riviera del lago. La guerra si conclude nel 1454, dopo la riconquista della Rocca di Baiedo con il trattato di Lodi, a cui seguirono 50 anni di pace, durante i quali l'economia fiorisce e raggiunge grande sviluppo la produzione del ferro, cavato nell'Alto Varrone. Esino faceva parte della squadra dei monti, fornendo carbone tratto dal legname dei suoi boschi per i forni fusori della Valsassina.

### La dominazione Spagnola

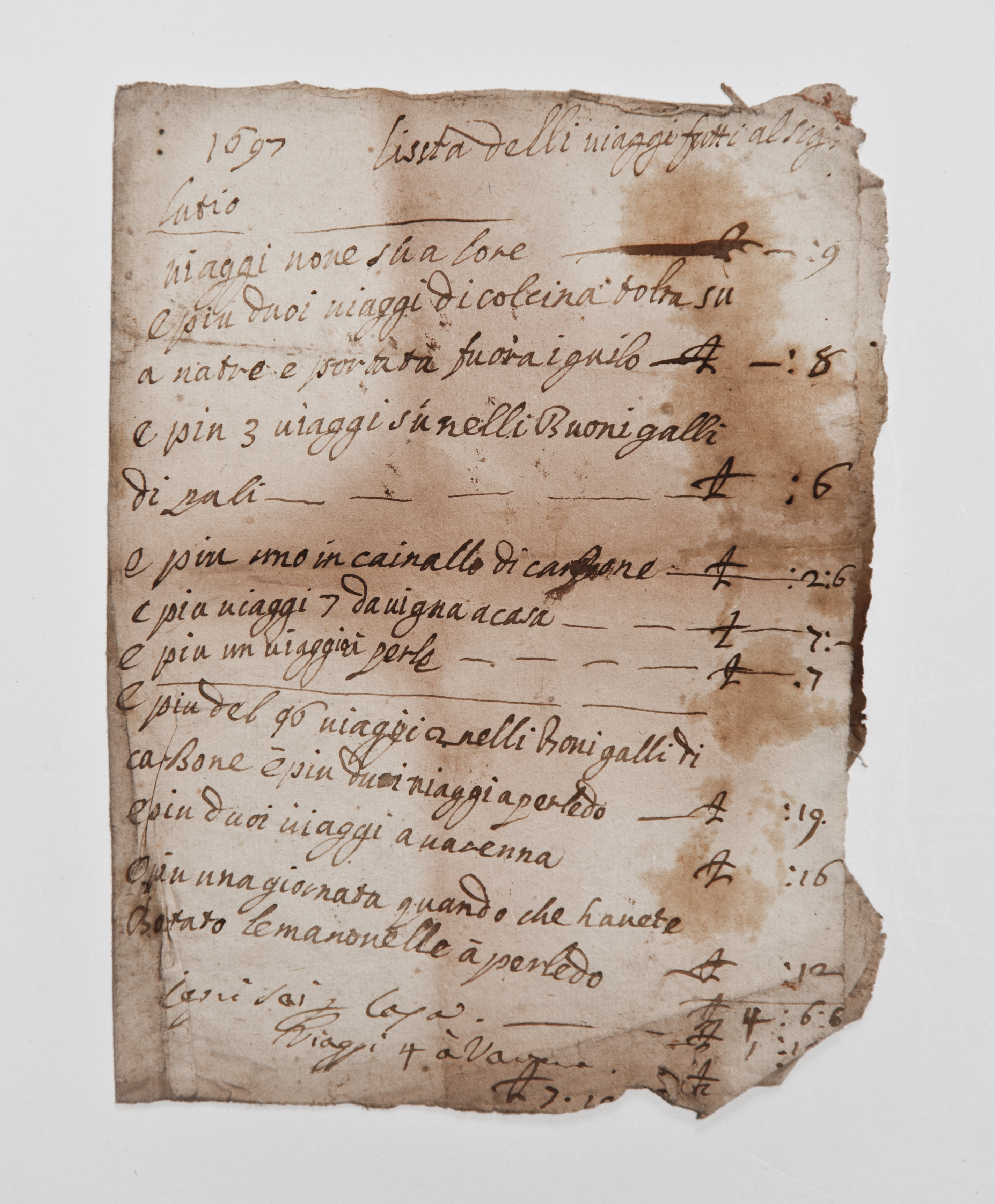
Atto privato, Esino Inferiore, 1697. Archivio Pietro Pensa.

Nei primi decenni del secolo XVI, il Lario orientale è corso dagli eserciti impegnati nella contesa tra Francia e Spagna. Un avventuriero, Gian Giacomo Medici, detto il Meneghino, tenta di costituirsi un principato sul Lario e con una flotta tiene a lungo in scacco le forze di Francesco II Sforza. Bellano viene saccheggiata e imperversa la carestia in ogni villaggio. Morto senza eredi il duca, il milanese passa agli spagnoli nel 1535. Seguono due secoli di progressivo decadimento: le carte valsassinesi e di Esino rivelano miseria, soprusi, ruberie e ingiustizie. L'unico bagliore di luce sono le due visite pastorali del Carlo Borromeo: S.Carlo sale a Esino nel 1565 e nel 1582; di lui si tramanda ancora il ricordo. La peste del 1630 miete molte vittime in Valsassina; cinquanta nella sola Esino. Lungo il restante del secolo, poi, è un continuo stillicidio di morte per stenti e per fame. Nella seconda metà del 1600, nonostante gli antichi privilegi, la Valsassina diviene feudo camerale e, sempre osteggiati, per un secolo i conti Monti riscuotono le gabelle.

### L'Austria

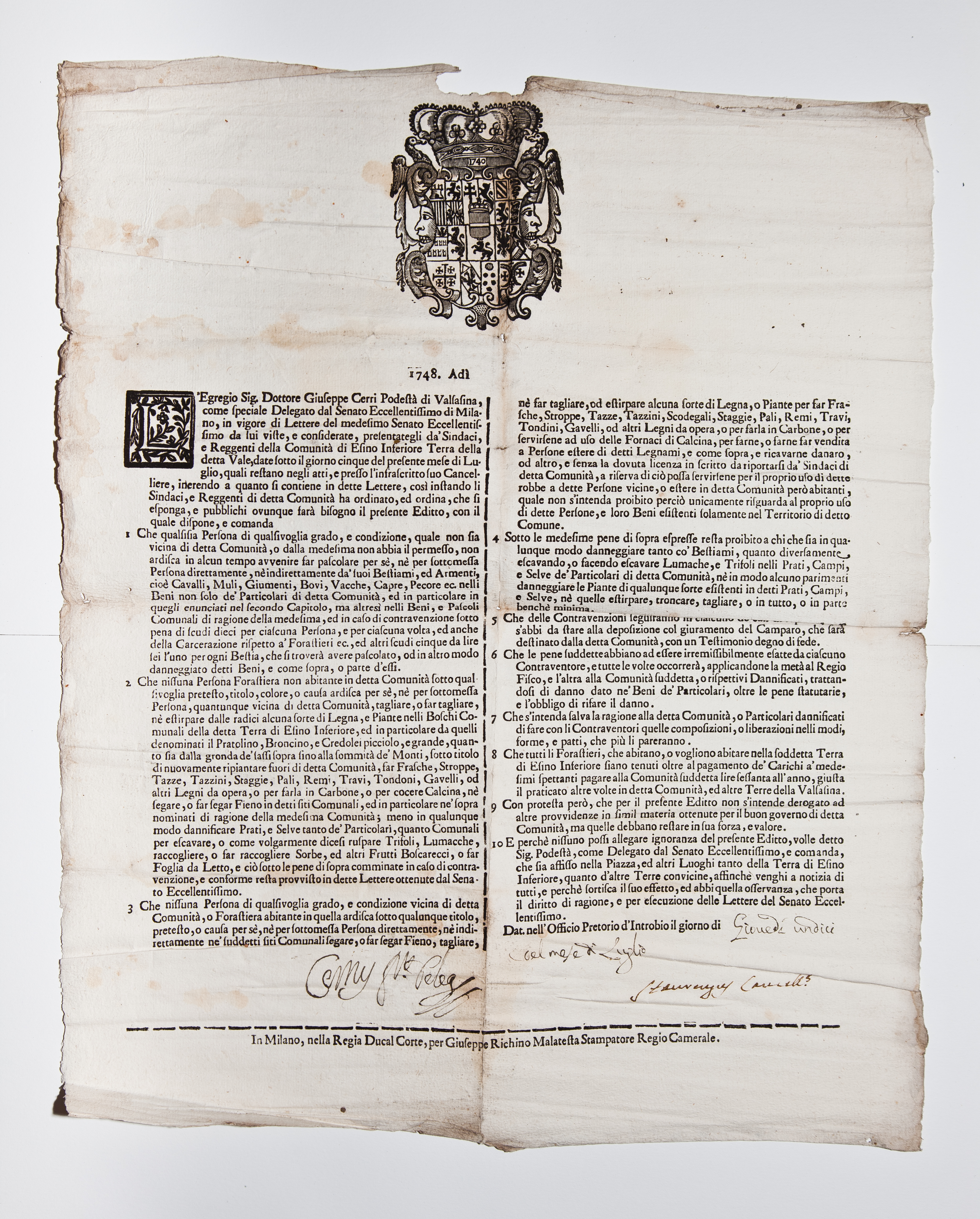
Grida, Esino, 1748. Archivio Pietro Pensa.

Il passaggio della Lombardia all'Austria, avvenuto agli inizi del 1700, riporta l'ordine: a poco a poco il territorio si riprende anche economicamente, raggiungendo, nella seconda metà del secolo, grazie al governo di Maria Teresa e dei suoi successori, un discreto benessere. Aiuti e provvidenze fanno rifiorire l'arte del ferro; la coltura del baco da seta viene incrementata.
L'Imperatrice pone a capo delle Amministrazioni locali i primi Deputati dell'Estimo, ossia i maggiori possessori. Il notevole benessere vigente sopisce a ogni reazione.
Anche la Rivoluzione francese viene accolta con freddezza. Gli avvenimenti che seguono sconvolgono l'antico ordine di cose: gli statuti ereditati dai tempi comunali scompaiono e, al ritorno definitivo degli austriaci, dopo vari mutamenti, la Valsassina, divenuta parte del Lombardo-Veneto, perde completamente la sua autonomia. Benché gli austriaci continuino a governare con saggezza e realizzino opere pubbliche di grande importanza, quali la strada della Riviera e la sistemazione del corso dell'Adda, i semi rivoluzionari cominciano a dare i loro frutti e si va a poco a poco creando una sorda ostilità contro lo straniero. A formare tale stato d'animo concorre il crollo dell'industria ferriera, che non poteva ormai più reggere a quella d'oltralpe, avvantaggiata dall'impiego del carbone minerale e da più ricche ed agevoli miniere.

### Il Risorgimento
Pur piccolo comune e allora assai povero, Esino partecipa ai movimenti risorgimentali. Avuta notizia della rivolta di Milano del 1848, un gruppo di animosi, dopo essersi fatto benedire dal parroco, scende a Lecco e si unisce ai volontari di quel borgo per correre in aiuto dei milanesi impegnati nelle cinque giornate. Al ritorno degli austriaci, i più accesi vengono trattenuti per qualche tempo in prigione a Bellano.
Intorno al 1859 si costituisce la Guardia Nazionale Italiana con armi, uniformi e banda musicale. Pietro Pensa, giovane studente, partecipa come volontario alle campagne di Sicilia e di Napoli e viene decorato di medaglia di bronzo.
Purtroppo, i primi 50 anni del regno d'Italia segnano per tutto il territorio tempi assai duri.
La legna non più richiesta per il carbone necessario ai forni fusori, può solo essere venduta lontano e veniva rizzata a lago, con tremende fatiche, per essere imbarcata e condotta a Lecco. Il suo valore era irrisorio. Non molto più felice era la vicina Valsassina: ogni paese si chiude in una miserabile autarchia, e l'antico spirito comunitario lascia luogo a diffidenze e a contese continue per pochi metri di confine.
La subglaciazione in corso, riducendo i coltivi, e l'aumento demografico spingono presto all'emigrazione. A gruppi di tre, quattro persone per volta si parte per l'America del Sud, poi per la California: qualche centinaio di esinesi si trasferisce così, definitivamente, nel nuovo continente.
Nonostante tale decadenza, alcune opere vengono realizzate: vennero ben acciottolate le strade verso il lago e verso la montagna, per una lunghezza di una ventina di chilometri; alla fine del secolo e nel 1903 vengono anche costruiti due acquedotti per le pubbliche fontane del paese. Fatto importante: la cura dei bambini non cessa mai; asili e scuole continuarono a funzionare, perpetuando una gloriosa tradizione di Esino, che dalla fine del 1500, con una scuola gestita, grazie a lasciti, dal Comune e condotta dal Parroco, vince, esempio unico più che raro, l'analfabetismo.

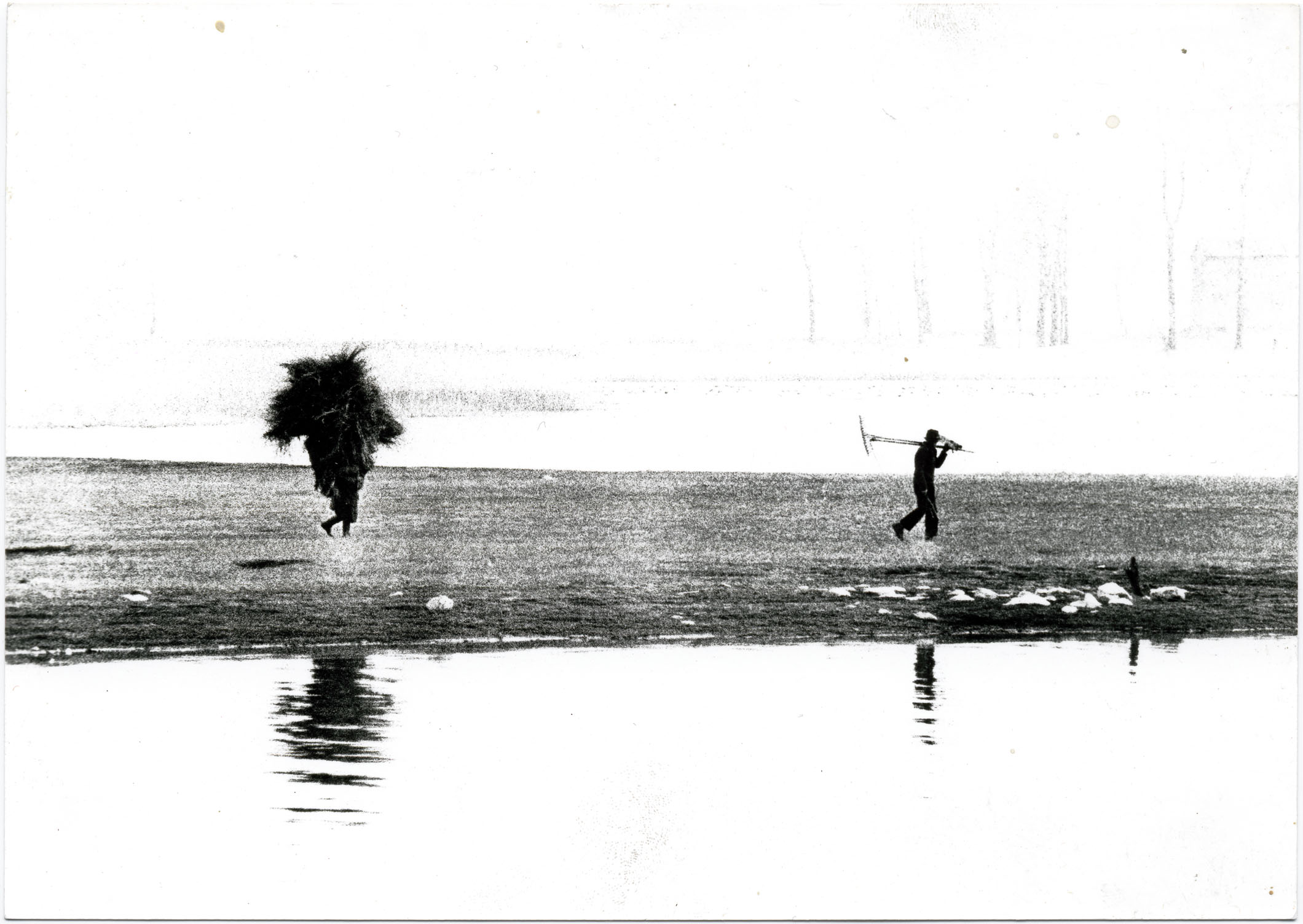
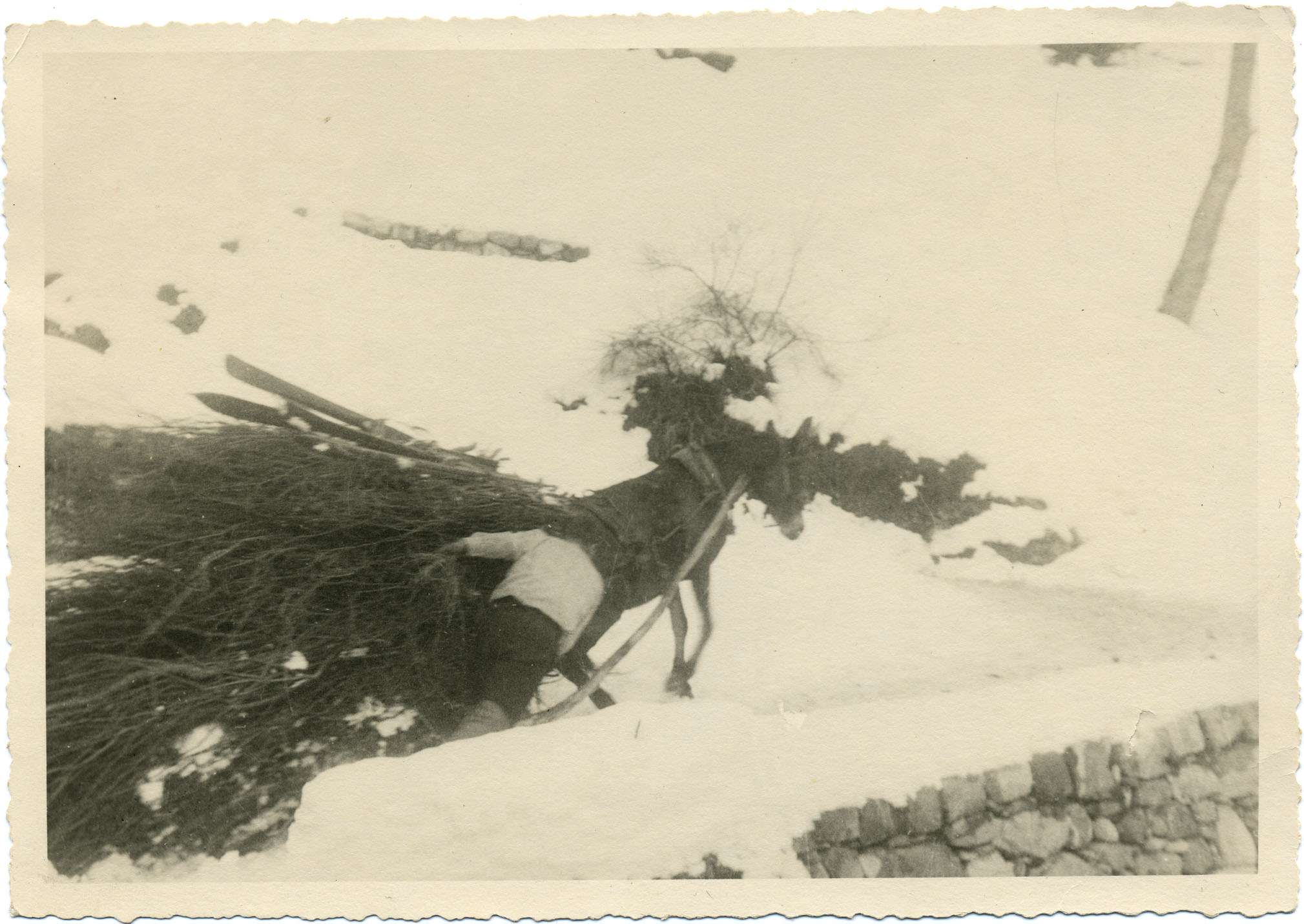
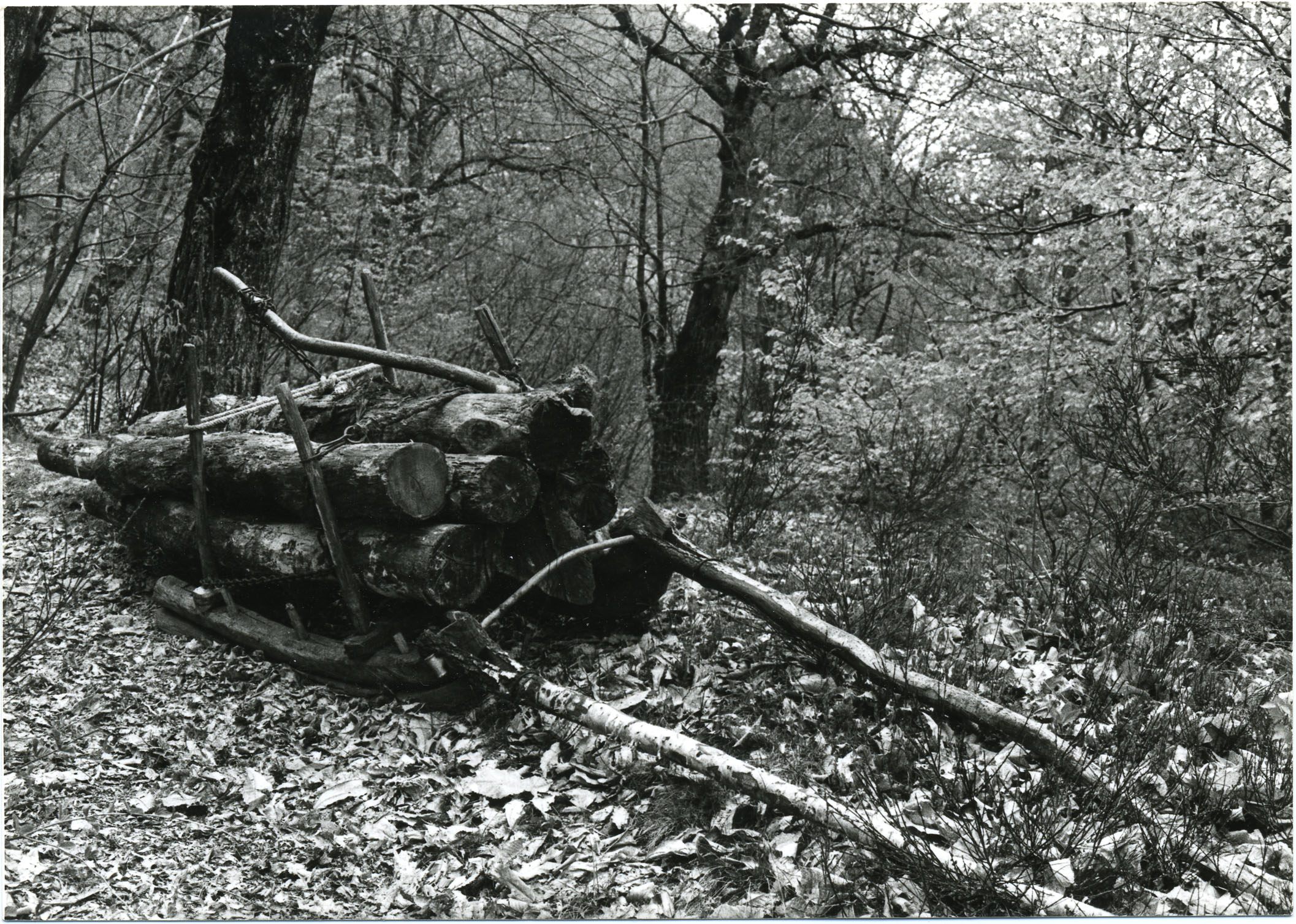
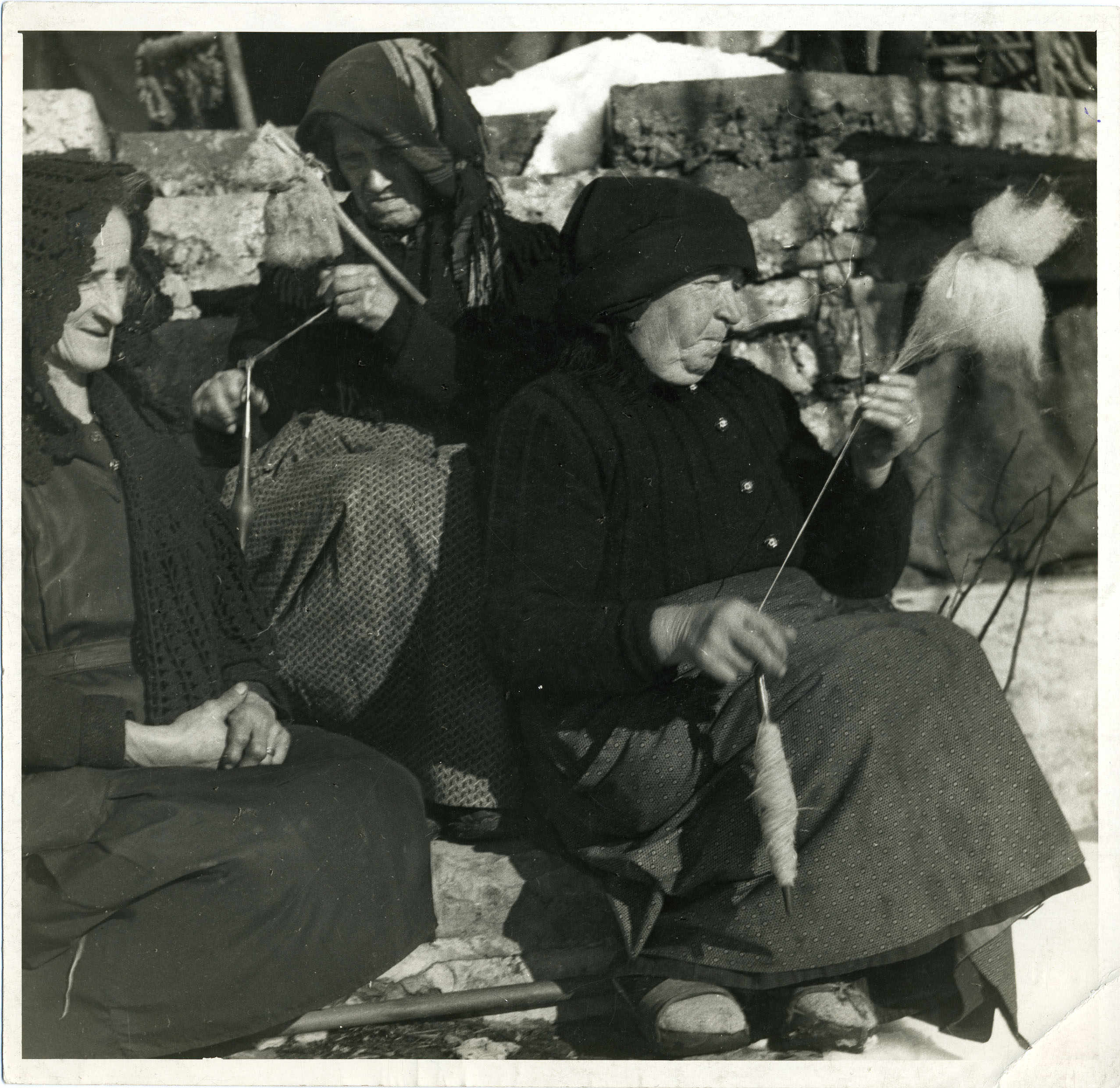

### Le due Guerre (il Comune di Esino Lario)

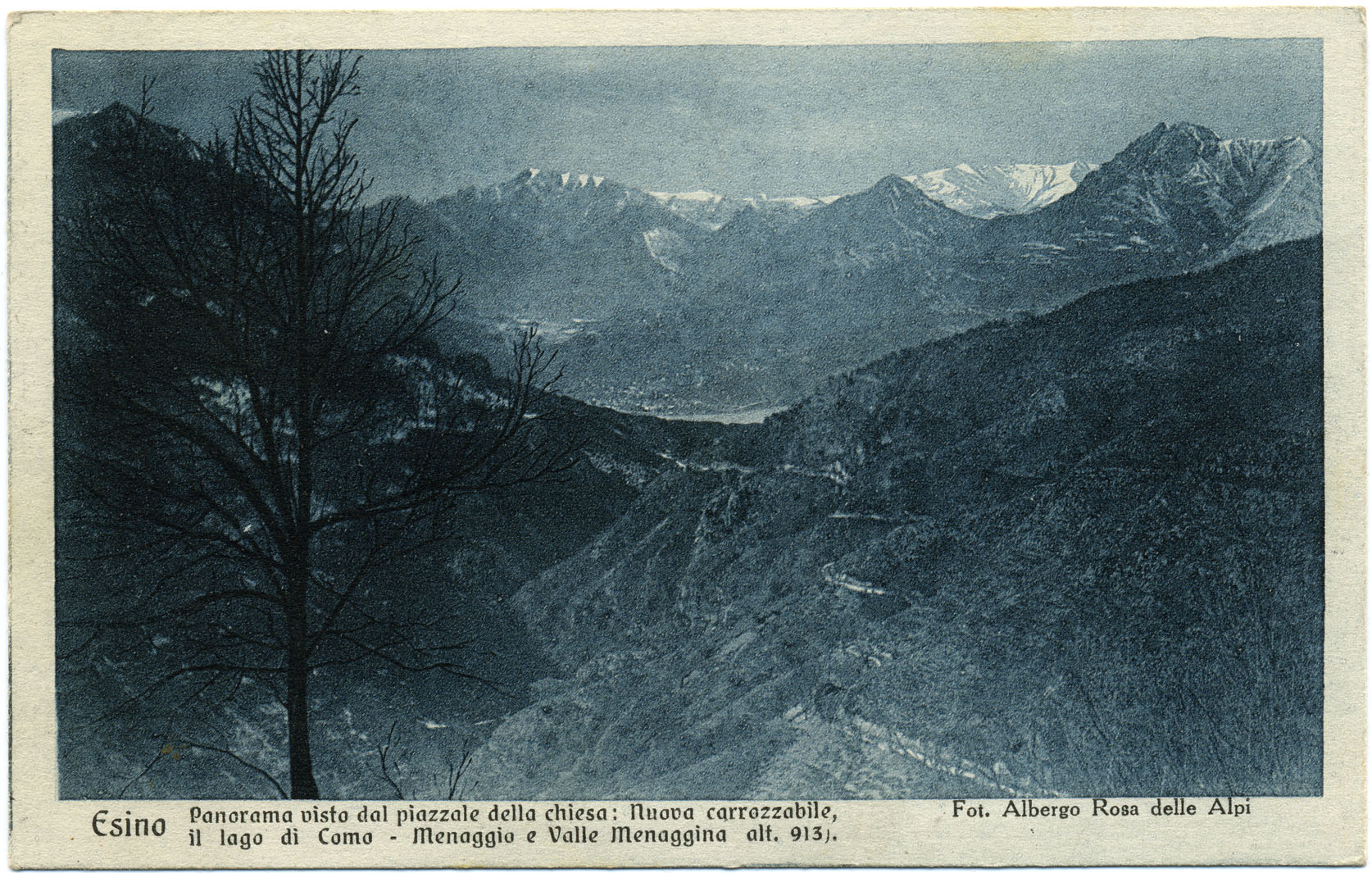
Panorama dal piazzale della chiesa verso il Lago di Como.

I caduti di Esino nella prima guerra mondiale sono 23, 125 i combattenti, di cui 7 decorati al valore con quattro medaglie d'argento e tre di bronzo. Dopo la guerra, un'importante opera dà avvio alla trasformazione dell'economia locale da silvo-pastorale a turistica: viene aperta la carrozzabile Varenna-Perledo-Esino inaugurata nel 1925.
La riunione dei due Comuni, inferiore e superiore, che nel 1927 formano il nuovo comune di Esino Lario, con l'unificazione delle scuole segna l'inizio di un'ascesa che non ha paragoni. Nel 1925 viene organizzato il primo campo scuola per capi scout in Italia da parte di Roberto Villetti (papà Akela) capo scout del Cngei in località Cainallo. Nel 1927 viene costruito il primo acquedotto per dare acqua alle abitazioni, nel 1930 l'attuale cimitero. La seconda guerra mondiale dà una battuta d'arresto. Numerosi sono i combattenti e sei i caduti. La guerra partigiana coinvolge il paese ed è preziosa l'opera del Parroco Don Giovanni Battista Rocca e degli amministratori civici, per il benessere del paese.
Nel 1958 viene allargata e pavimentata la carrozzabile dal lago, nel 1957 viene aperta la strada per la frazione di Ortanella, nel 1959 quella per la frazione di Cainallo, nel 1969 viene realizzata la congiunzione con la Valsassina.
Dopo successivi potenziamenti dell'acquedotto effettuati dal 1950 al 1967, nel 1975 viene inaugurato il grande acquedotto della Valsassina. Nel 1970 viene inaugurata da nuova scuola intitolata allo scultore ospite ad Esino Michele Vedani, nel 1974 sistemato il primo depuratore per fogna, nel 1975 rinnovato il Municipio. Aumenta la capacità ricettiva del paese grazie ad investimenti della popolazione locale e vedono avviate attività artigianali.

## Galleria d'immagini

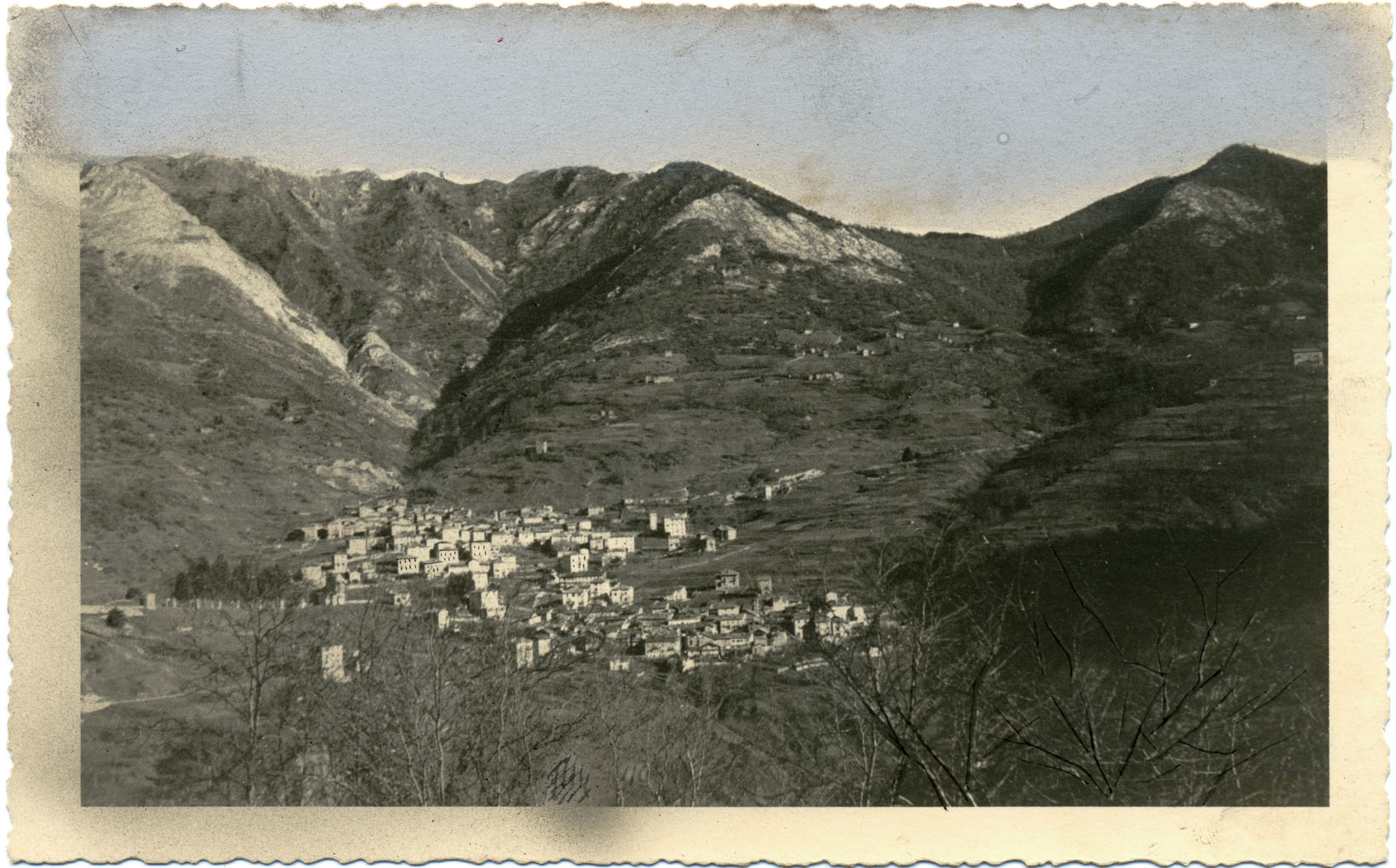
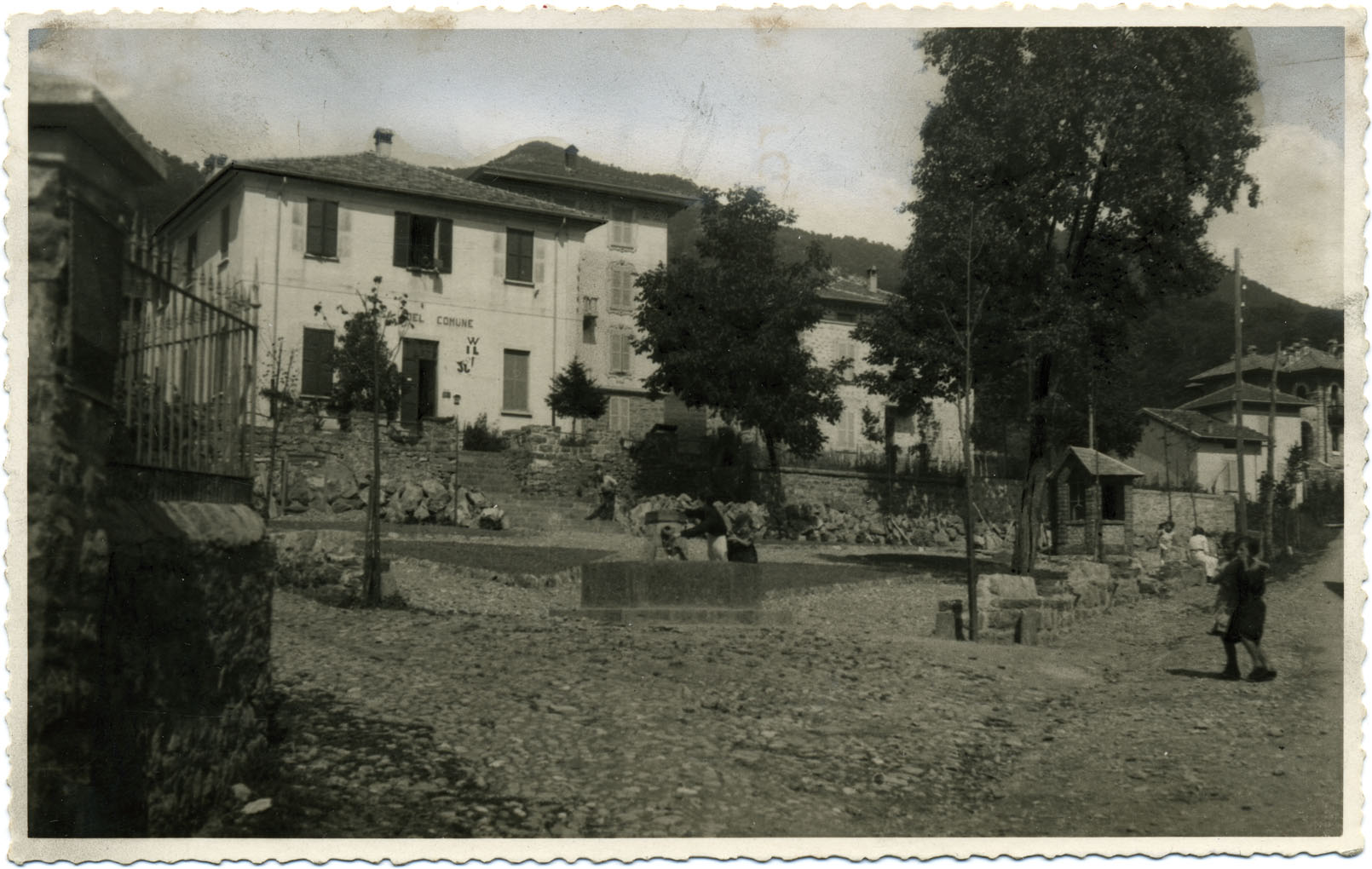
Piazza Gulfi località Sal
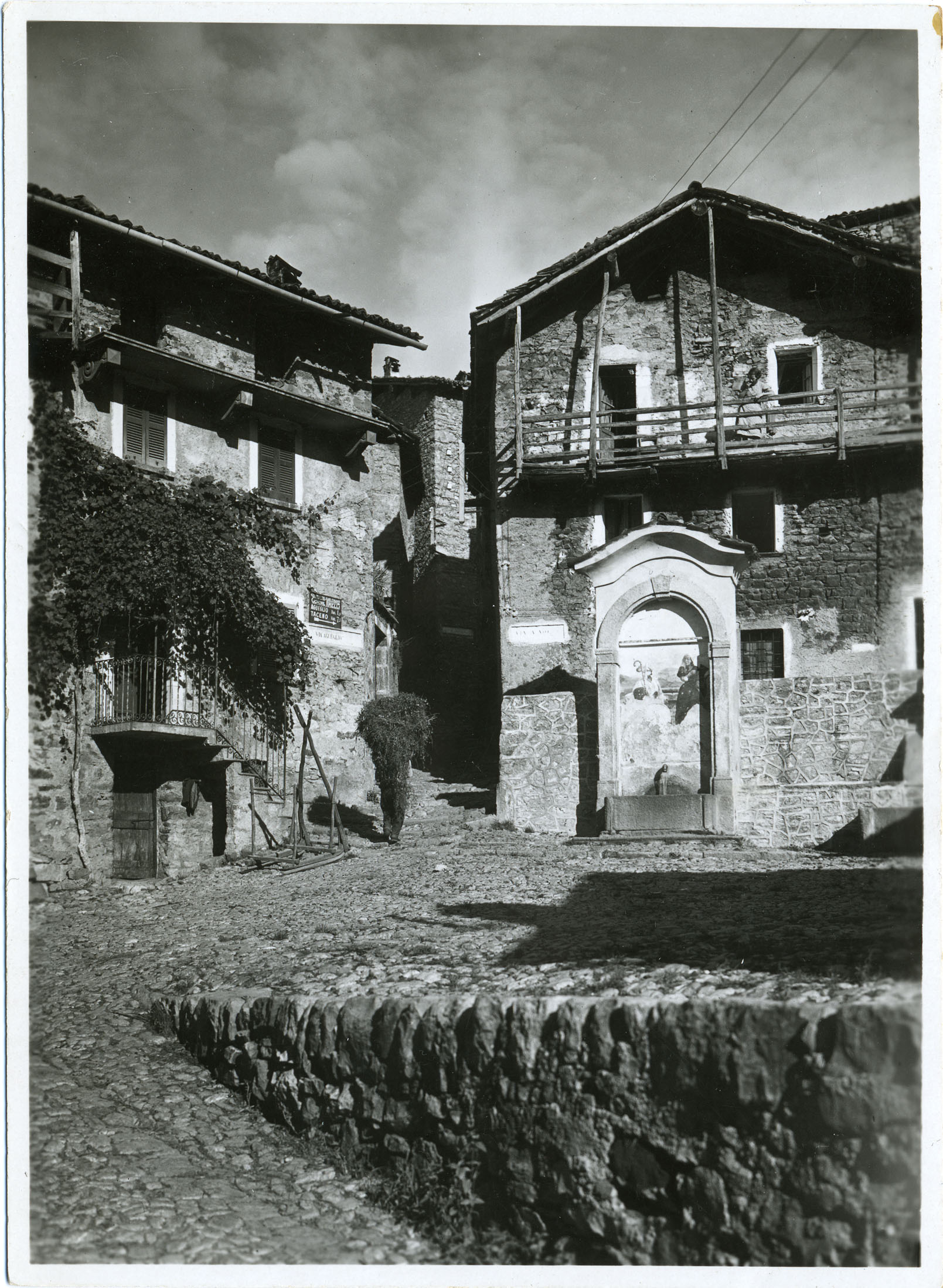
Esino Superiore Piazza delle Capre
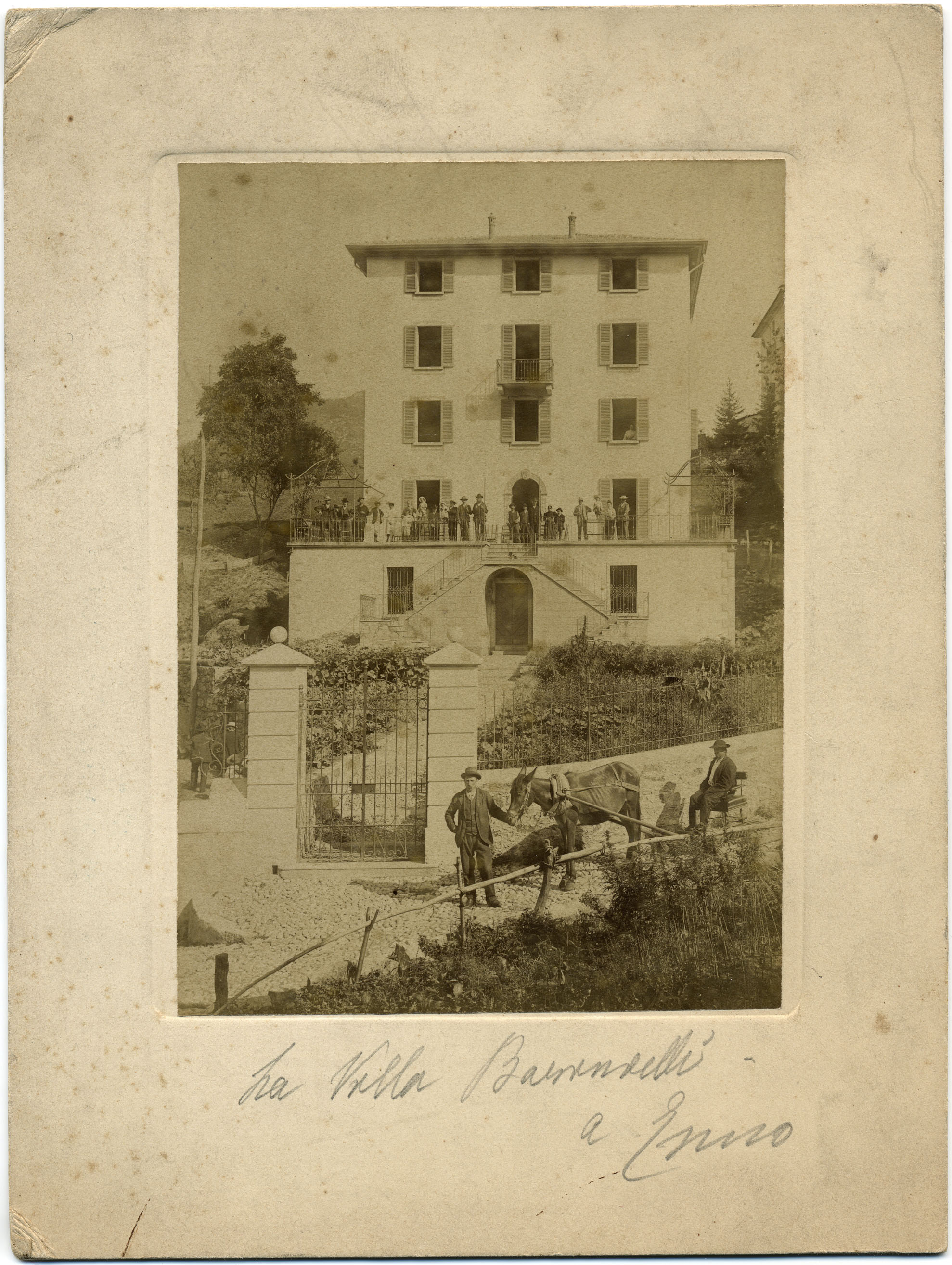
Villa Barindelli
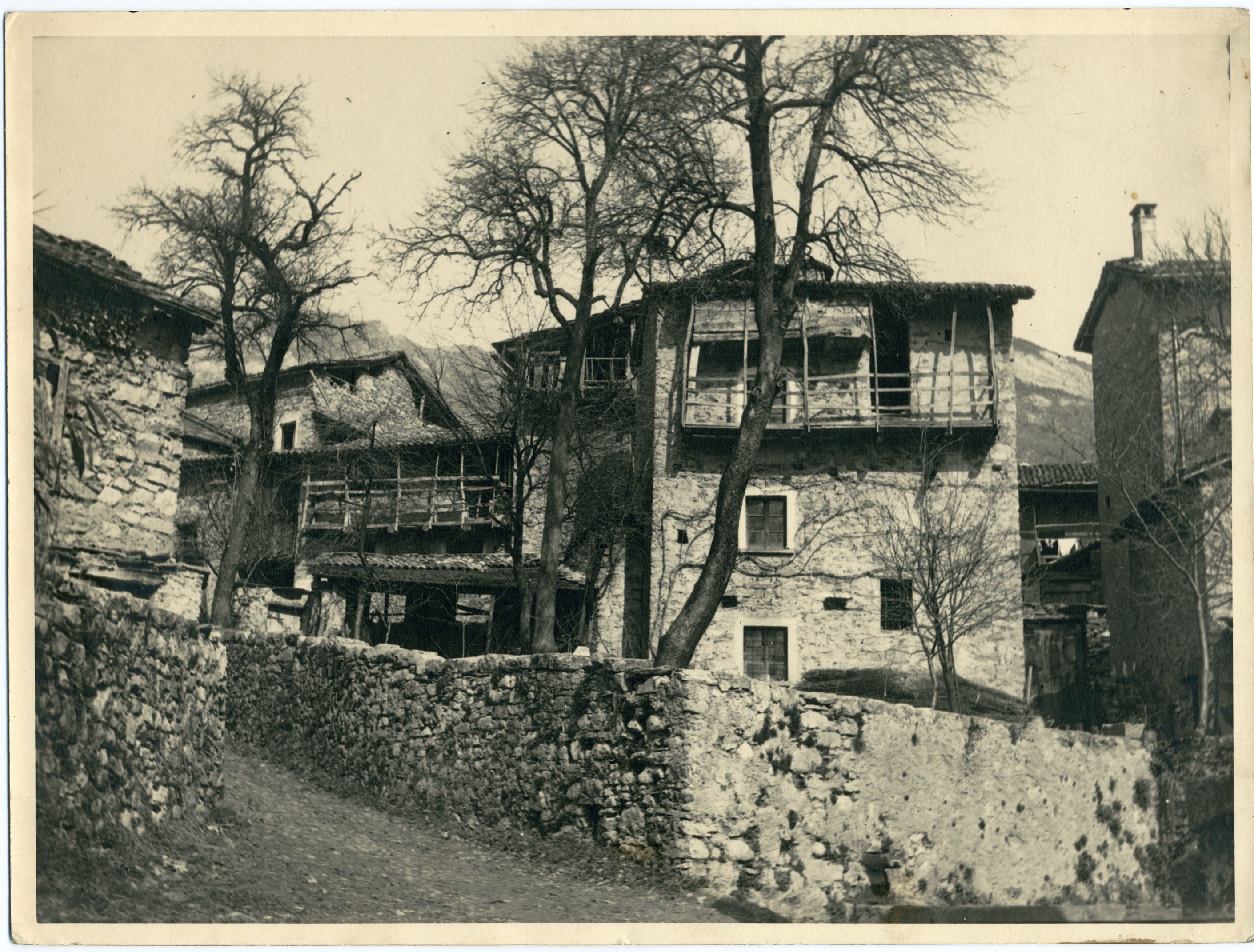
Pozzo di San Giovanni
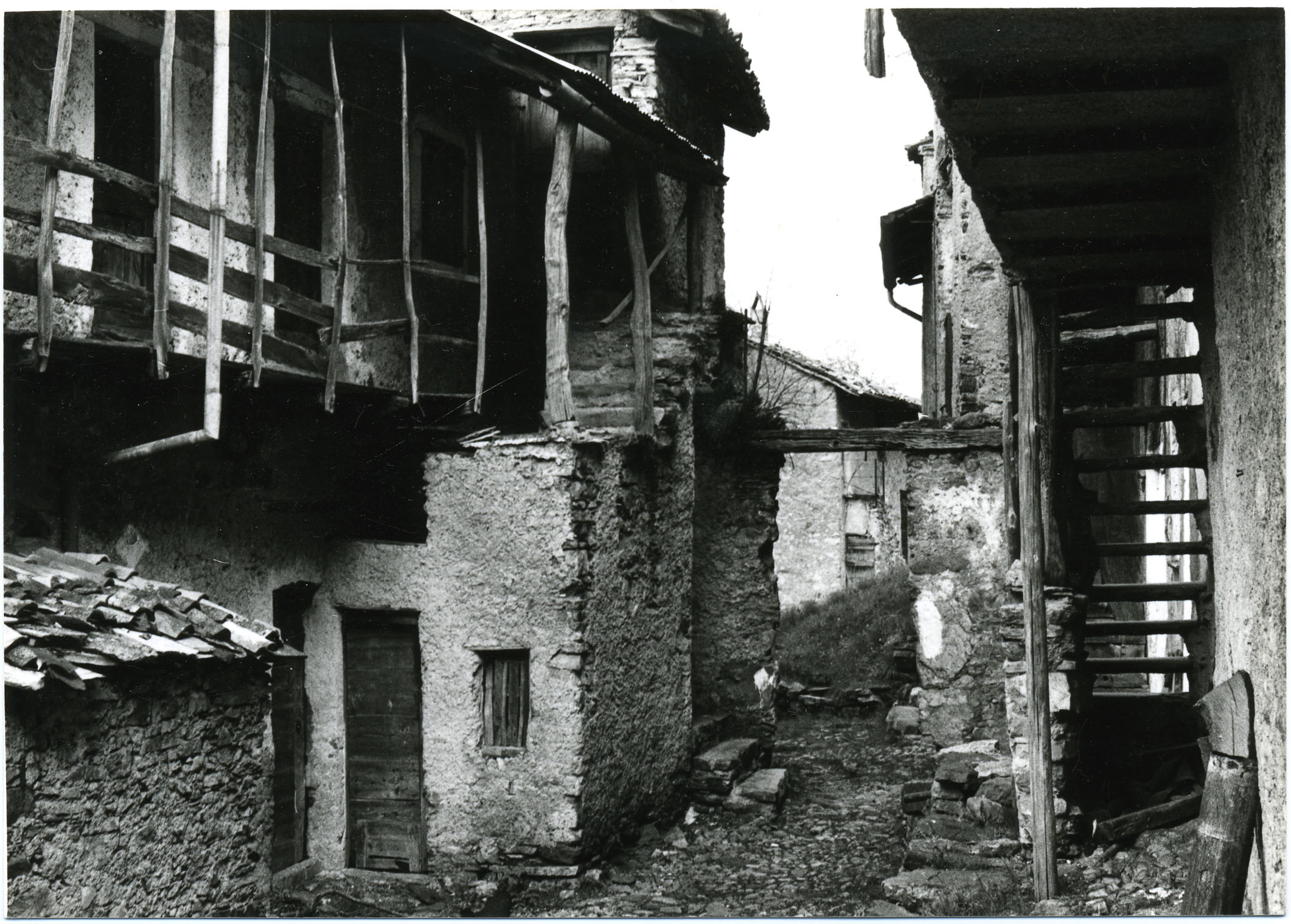
Località Panighello
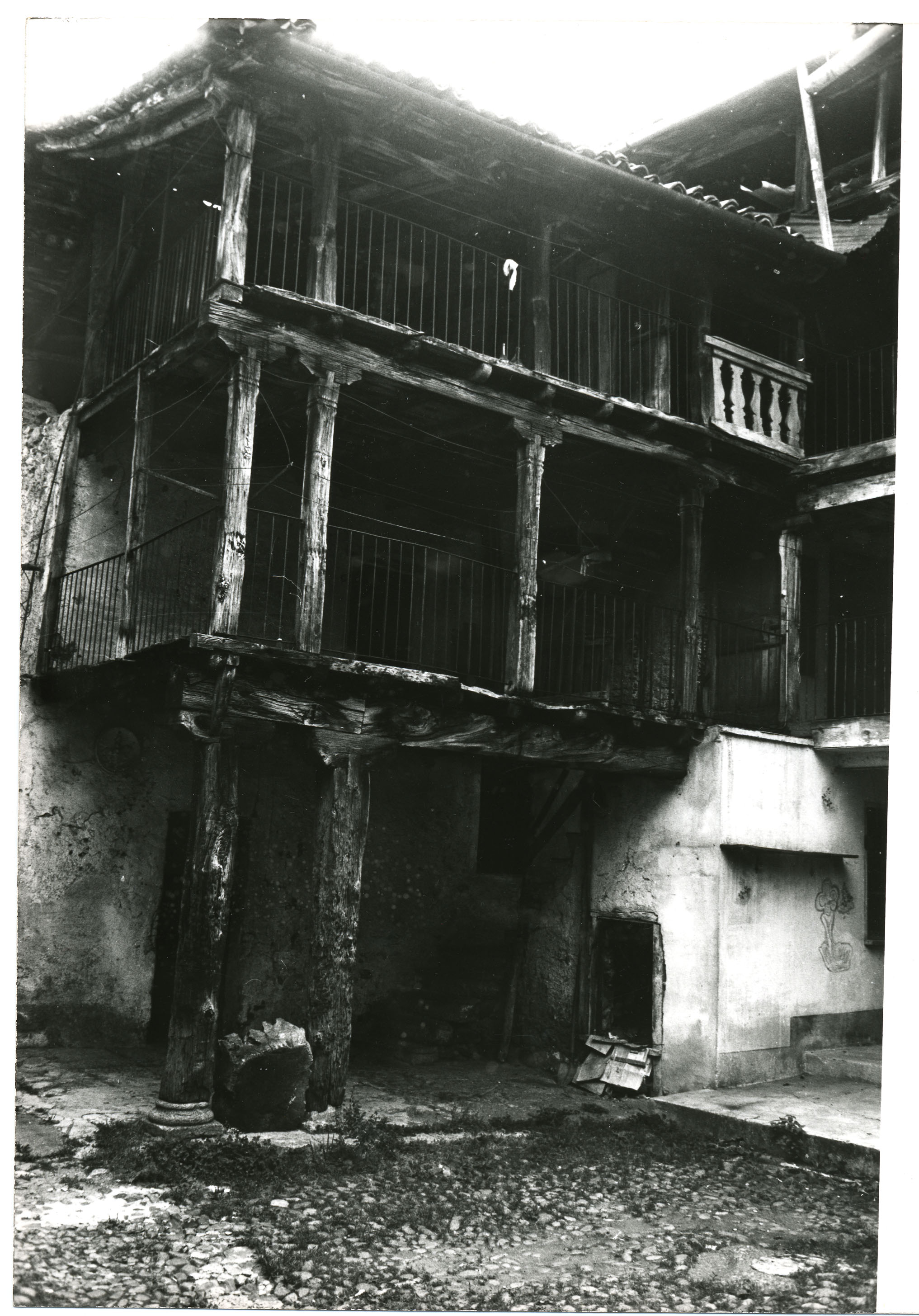
Loggiato di casa padronale
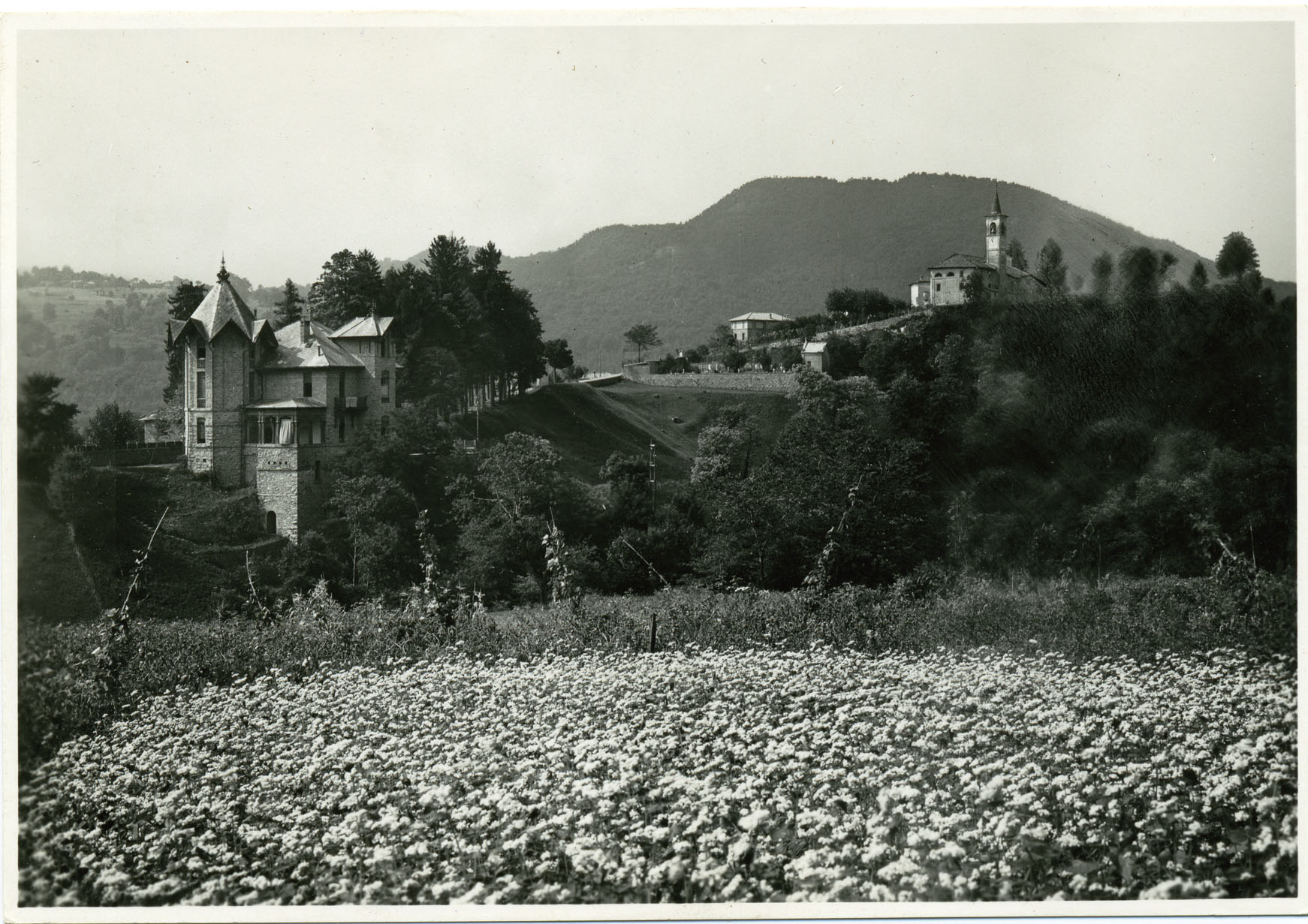
Villa Marcelline